# REMIX MAN '95
『REMIX MAN'95』（リミックスマン ナインティ・ファイブ）は日本の音楽グループ、THE BOOMが発表した、2枚目のリミックス・アルバム。1995年4月21日発売。

## 解説
1994年アルバム『極東サンバ』収録「帰ろうかな」「berangkat－ブランカ－」「Far East Samba」の3曲をリミックスした7曲入りアルバム。2005年8月3日には、今作と1993年に発売された『REMIX MAN』をまとめたデジタル・リマスター版の『REMIX MAN+REMIX MAN '95』が発売された。

## 収録曲
全曲作詞・作曲：宮沢和史
1. 帰ろうかな (Raggatied Mix)
2. berangkat-ブランカ- (Jakarta Jam Mix)
3. 帰ろうかな (New Lick Mix)
4. Far East Samba(Dubahia Mix)
5. 帰ろうかな (Cool Up Mix)
6. berangkat-ブランカ-(Eastern promise Mix)
7. 帰ろうかな (Jungle Train Mix)